# 渡辺弓太郎
渡辺 弓太郎（わたなべ ゆみたろう、1974年6月7日 - ）は、プロ野球球団職員・選手専属通訳。ニューヨーク・ヤンキース所属。日本東京都出身。

## 来歴
本名は Yumitaro Wailani Kuhaulua（弓太郎・ワイラニ・クハウルア）、
元関脇高見山（元・東関親方）の長男として生れる。　幼少時はわんぱく相撲大会に出場するなど力士を志していたが断念。中学校、高校はアメリカンスクール・イン・ジャパンでアメフト部、陸上部とレスリング部に所属。
15歳でアメリカ合衆国に留学、ボストンカレッジの経営学部を卒業する。
1998年の長野オリンピックでは、選手村に設けられたIBMサーフ・シャックで選手のホームページ作成や電子メール送受信を手伝うボランティア活動に従事した。
その後、スポーツマネジメント会社などを経て2003年にヤンキースの職員となり、球場の警備などを担当。2007年に井川慶の専任通訳に就任した。

## エピソード
- 日本船舶振興会（日本財団）の火の用心を呼びかけるコマーシャルに子供たちの1人として父と一緒に出演した。
- 1997年、カルピスアミールのコマーシャルにも出演した。